# Ermita de San Roque (Barracas)
La ermita de San Roque de Barracas, en la comarca del Alto Palancia, provincia de Castellón, España, es un templo católico que está catalogado como Bien de Relevancia Local con código identificativo: 12.07.020-002, según consta en la Dirección General de Patrimonio Artístico de la Generalidad Valenciana.

## Historia
La ermita de San Roque originaria estaba situada en la partida de Martín-López, cerca de la población de Barracas, pero al llevarse a cabo las obras de la construcción de la línea férrea que unía Valencia y Calatayud, resultó que la ermita había de ser derruida, por lo que la Compañía Central de Aragón, que es quien construyó el ferrocarril Valencia – Calatayud, erigió la nueva ermita en el sitio en el que se encuentra actualmente.
Actualmente se ubica a las afueras de Barracas, en medio de un descampado, cerca de la conocida como Urbanización San Roque, entre la carretera N-234 y la autovía llamada Autovía Mudéjar, A-23.

## Descripción
La Ermita de San Roque, es de fábrica de mampostería, con sillares en las esquinas. Presenta una entrada cubierta con un pórtico, a modo de porche previo, que consta de tres arcos de piedra, de entre los cuales destaca el central, por ser mayor. Como dato anecdótico, tiene su cabecera orientada a poniente en vez de a oriente. Externamente presenta una pequeña espadaña, situada como remate al arco central, de mayor tamaño. La espadaña tiene como remate una cruz y una curiosa veleta.
La puerta de acceso, es de madera y está labrada y decorada con motivos florales y cabezas de canes; y postigos enrejados. Estávenmarcada en arco de medio punto con grandes dovelas, y sobre ella se abre un gran óculo redondo a modo de rosetón pero no presenta vidriera.
Externamente pueden apreciarse sus contrafuertes (dos a cada lado) marcando los tramos inferiores de la construcción. Como cubierta exterior presenta tejado a dos aguas, rematado con teja.
Respecto a su interior, la planta de modestas dimensiones, 10 metros de longitud por 7 metros de anchura, que es de nave única presenta tres crujías, con soportes en muros y pilastras con arcos de medio punto. Interiormente la cubierta es de bóveda de cañón, mientras que en la sacristía (que sobre sale externamente, a menor altura que la nave) es plana. Sendas cubiertas son de posterior fábrica, por lo que no tienen concordancia con el resto del conjunto.
La decoración interior es inexistente, destacando en el testero, junto al acceso a la sacristía, un pequeño altar, sobre el que se abre una hornacina que tiene una clásica, por su iconografía, imagen de San Roque protegida por un cristal.